# Nombre 260
El nombre 260 (CCLX) és el nombre natural que segueix el nombre 259 i precedeix el nombre 261.
La seva representació binària és 100000100, la representació octal 404 i l'hexadecimal 104.
La seva factorització en nombres primers és 2² × 5 × 13 = 260. És un nombre d'Erdős-Woods.

## Nombres del 261 al 269
| Nombre | Nombre romà | Sistema binari | Sistema hexadecimal | Més informació que destaca del nombre                                |
| 261    | CCLXI       | 100000101      | 105                 |                                                                      |
| 262    | CCLXII      | 100000110      | 106                 |                                                                      |
| 263    | CCLXIII     | 100000111      | 107                 | La suma de cinc nombres primers consecutius (43 + 47 + 53 + 59 + 61) |
| 264    | CCLXIV      | 100001000      | 108                 |                                                                      |
| 265    | CCLXV       | 100001001      | 109                 |                                                                      |
| 266    | CCLXVI      | 100001010      | 10A                 |                                                                      |
| 267    | CCLXVII     | 100001011      | 10B                 |                                                                      |
| 268    | CCLXVIII    | 100001100      | 10C                 |                                                                      |
| 269    | CCLXIX      | 100001101      | 10D                 | La suma de tres nombres primers consecutius (83 + 89 + 97)           |